# Стјуарт Стејплс
Стјуарт Стејплс (енгл. Stuart A. Staples, 14. новембар 1965) је енглески музичар. Истиче се по свом назалном и дубоком вокалу. Најпознатији је као фронтмен енглеског бенда Тиндерстикс. Поред активности у овом бенду, Стејплс има четири соло албума и неколико пројеката.

## Биографија
Пре бенда Тиндерстикс, Стејплс је био у бенду Asphalt Ribbons који је настао 1987. године.  Многи су из тог бенда прешли касније у Тиндерстикс.
Када је у питању соло каријера, избацио је два албума Lucky Dog Recordings 03-04 2005. године и Leaving Songs 2006. године.
Радио је музику за филмове Клер Денис: L'Intrus (2004) иWhite Material(2009).  

## Соло дискографија

### Албуми
- Lucky Dog Recordings 03-04 (2005), Beggars Banquet Records
- Leaving Songs (2006), Beggars Banquet Records
- Songs for the Young at Heart (2007)
- Arrhythmia (2018)